# 卵叶花佩菊
卵叶花佩菊（学名：Faberia tsiangii）为菊科花佩菊属下的一个种。

## 扩展阅读
- 維基物種上的相關：卵叶花佩菊